# Känner du Lotta, min vän
Känner du Lotta, min vän är en sång och danslek, vars ursprung är okänt (1999). En version finns upptecknad i Närke, men sånglekens spridning är vidare.

## Inspelningar
En tidig inspelning gjordes av Ruth Westergren 1966.

### Fotnoter
1. ↑  Palm Anders, Stenström Johan, red (1999). Barnens svenska sångbok. Stockholm: Bonnier. Libris 8345222. ISBN 91-0-057050-8 (inb.)
2. ↑  ”Svensk mediedatabas”. http://smdb.kb.se/catalog/id/001559762. Läst 17 augusti 2011.